# Saint-Céneré
Saint-Céneré korábbi község Franciaország Loire mente régiójában, Maine-et-Loire megyében. Lakosainak száma 473 fő (2018. január 1.). Saint-Céneré Argentré, Châlons-du-Maine, La Chapelle-Anthenaise, La Chapelle-Rainsouin, Gesnes és Montsûrs községekkel határos.
2017. január 1-jén Montsûrs korábbi községgel egyesült és a rövid életű Montsûrs-Saint-Céneré új község része lett. Montsûrs-Saint-Céneré 2019. január 1-jén három másik községgel együtt beolvadt az akkor létrejött Montsûrs új községbe.

## Népesség
A település népessége az elmúlt években az alábbi módon változott:
| Lakosok száma | 431  | 421  | 406  | 434  | 459  | 466  | 503  | 526  | 481  | 473  |
|               | 1968 | 1975 | 1982 | 1990 | 1999 | 2011 | 2013 | 2015 | 2017 | 2018 |